# Nu'ulua
Nu'ulua  o Nuulua es una pequeña isla deshabitada en las Islas Aleipata situada a más de 1,3 km del extremo oriental de Upolu, en Samoa.
Nu'ulua tiene una superficie de 25 hectáreas y es un territorio hábitat de nivel local y regional de aves endémicas en peligro de extinción y de animales como el murciélago endémico (samoensis Pteropus).
Junto con Nu'utele, otra pequeña isla en las Islas Aleipata, tienen las mayores colonias de aves marinas de Samoa, consideradas como lugares de gran importancia para su conservación. 
El proyecto para su protección ha incluido los esfuerzos para erradicar la presencia de las ratas del Pacífico (Rattus exulans) que se alimentan de insectos nativos, aves y lagartos en las islas.
Estos islotes son los restos de una anillo de tobas volcánicas erosionadas.